# Marian Opania
Marian Opania (sinh ngày 1 tháng 2 năm 1943 tại Pulawy) là một diễn viên và ca sĩ người Ba Lan.

## Sự nghiệp
Marian Opania tốt nghiệp Học viện Nghệ thuật Sân khấu Quốc gia Aleksander Zelwerowicz ở Warsaw (PWST) vào năm 1964. Ông diễn xuất trên sân khấu tại các nhà hát ở Warsaw như: Nhà hát Klasycznym (1964-1972), Nhà hát Studio (1972-1977), Nhà hát Kwadrat (1978), Nhà hát Komedia (1979-1981) và Nhà hát Ateneum (từ năm 1981).
Ngoài sự nghiệp diễn xuất trên sân khấu, Marian Opania còn là gương mặt quen thuộc trong khoảng 100 bộ phim điện ảnh và phim truyền hình Ba Lan. Trong đó, ông nổi tiếng với vai diễn trong phim Palec Boży (1972) do Antoni Krauze đạo diễn.
Marian Opania vinh dự được trao tặng Huân chương Polonia Restituta (2003) và Huy chương vàng Huy Công trạng về văn hóa - Gloria Artis (2009) vì những đóng góp to lớn cho nền văn hóa Ba Lan cùng những thành tựu trong sáng tạo nghệ thuật.

## Đời tư
Ông là cha của nam diễn viên Bartosz Opania.

## Thành tích nghệ thuật
Dưới đây liệt kê các phim điện ảnh và phim truyền hình có sự góp mặt của Marian Opania:
- Miłość dwudziestolatków (L'amour a vingt ans) (1962)
- Beata (1964)
- Don Gabriel (1966)
- Morderca zostawia ślad (1967) _ Zenek
- Ja gorę! (1967) _ Walek
- Skok (1967) _ Paweł
- Stajnia na Salvatorze (1967)
- Westerplatte (1967)
- Lalka (1968)
- Ostatni po Bogu (1968)
- Ściśle tajne (1968)
- Pożegnanie z wakacjami (1969)
- Sąsiedzi (1969)
- Prawdzie w oczy (1970) _ Wacek
- Prom (1970) _ Arent
- Kłopotliwy gość (1971)
- Perła w koronie (1971) _ Albert
- Ocalenie (1972) _ Szczeniak
- Palec boży (1972) _ Tadeusz Kasprzak
- Poślizg (1972)
- Droga (1973)
- Sobie król (1973)
- Awans (1974)
- Gościnny występ (1974)
- Pełnia nad głowami (1974)
- Bezkresne łąki (1976)
- Trochę wielkiej miłości (1976)
- Indeks. Życie i twórczość Józefa M. (1977)
- Wszyscy i nikt – (1977)
- Zaległy urlop (1978) _ Dybczak
- Zielona miłość – (1978)
- Golem (1979)
- Gwiazdy poranne (1979) _ Janek
- Czułe miejsca (1980)
- Człowiek z żelaza (1981) _ Winkel
- Dreszcze (1981)
- On, ona, oni (1981)
- Przyjaciele (1981)
- Przypadki Piotra S. (1981)
- Wierne blizny (1981) _ Globus
- Matka królów (1982)
- Popielec (1982)
- Śpiewy po rosie (1982)
- Wyłap (1982)
- Stan wewnętrzny (1983)
- Wedle wyroków twoich... (1983)
- Przyspieszenie (1984)
- Kronika wypadków miłosnych (1985)
- Bohater roku (1986)
- Maskarada (1986) _ Krzysztof
- Weryfikacja (1986)
- Zmiennicy (1986)
- Opowiadanie wariackie (1987)
- Dekalog VIII (1988)
- Dotknięci (1988)
- Pięć minut przed gwizdkiem (1988) _ Leon Misiak
- Piłkarski poker (1988) _ Bolo
- Goryl, czyli ostatnie zadanie... (1989) _ Szef
- Napoleon (1990)
- Superwizja (1990) _ Kuba
- Rozmowy kontrolowane (1991)
- Sauna (1992)
- Człowiek z... (1993)
- Do widzenia wczoraj. Dwie krótkie komedie o zmianie systemu  (1993)
- Pajęczarki (1993)
- Wesoła noc smutnego biznesmena (1993)
- Panna z mokrą głową (1994) _ Zenobiusz Lipień
- Gracze (1995) _ Wacha
- Ekstradycja 2 (1996)
- Ekstradycja 3 (1998)
- Siedlisko (1998) _ Wacław Kotula
- Lot 001 (1999)
- Na dobre i na złe (1999) _ Tadeusz Zybert
- Weiser (2000)
- Garderoba damska (2001) _ Bodzio
- Marszałek Piłsudski (2001)
- Czarna plaża (2001)
- Chopin. Pragnienie miłości (2002) _ Jan
- Zerwany (2002)
- Królewska ruletka (2003) _ Kierownik
- Dogrywka (2003)
- Cudownie ocalony (2004) _ Mikołaj Biesaga
- Komornik (2005) _ Chełst
- Dobrze (2006) _ Starzec
- Wszystko (2007) _ Andrzej
- Bulionerzy (2004-2008 và 2011)
- Złodziej w sutannie (2008)
- Niania (2009) _ Stefan Maj
- Enen (2009)
- Po prostu chcę (2009) _ Jan Bajera
- Piksele (2010)
- Mała matura 1947 (2010)
- Śluby panieńskie (2010)
- Ojciec Mateusz (2011) _ Roman Nocul
- Prawo Agaty (2012–2015) _ Andrzej Przybysz
- Rozmowy ze śmiercią (2012)
- Wałęsa. Człowiek z nadziei (2013)
- Matka brata mojego syna (2013) _ Wincenty Laskus
- Wkręceni (2014) _ Grygalewicz
- Bogowie (2014) _ Jan Nielubowicz
- 7 rzeczy, których nie wiecie o facetach (2016)
- Atlas (2017)
- Na bank się uda (2019)
- Czarny Mercedes (2019)
- Republika dzieci (2020)